# Anders Martin Wilhelm Stenkula
Anders Martin Wilhelm Stenkula, född 6 april 1800 i Östra Skrukeby församling, Östergötlands län, död 22 februari 1881 i Ringarums församling, Östergötlands län, var en svensk präst.

## Biografi
Anders Martin Wilhelm Stenkula föddes 1800 på Täljestad i Östra Skrukeby församling. Han var son till kyrkoherden Per Anders Stenkula och Helena Maria Giert. Stenkula studerade i Linköping och blev 31 mars 1819 student vid Lunds universitet. Han avlade magisterexamen där 1829 och var från 1830 till 1834 lärare i matematik vid Lyceum, Lund. Stenkula var sedan från 1834 till 1835 lärare i matematik vid Degebergs lantbruksinstitut i Västergötland. Han blev docent i matematik vid Lunds universitet 30 april 1835. Från höstterminen 1836 till vårterminen 1838 var han examinator i matematik vid studentexamen och i naturhistoria 1836–1837. Stenkula prästvigdes 25 maj 1853 i Lunds domkyrka och blev 25 augusti 1856 kyrkoherde i Ringarums församling, tillträdde 1857. Han blev 13 december 1859 prost och 31 maj 1879 filosofie jubeldoktor. Stenkula avled 1881 i Ringarums församling.
Stenkula var en skicklig lantbrukare.

### Familj
Stenkula gifte sig 1840 med sin kusin Lycka Sophia Sommelius (1806–1885). Hon var dotter till postmästaren Christian Tewis Sommelius och Anna Fredrica Giertz i Lund.